# WNPR
WNPR ist der Stammsender und Marke des Connecticut Public Broadcasting Network. WNPR sendet aus Meriden auf UKW 90,5 MHz für die Hartford/New Haven Area. Die Sendeleistung beträgt 18,5 kW Horizontal-ERP und 13,5 kW Vertikal-ERP. Das Programm wird von fünf weiteren Stationen übertragen.
Die Station produziert die mit Preisen ausgezeichneten Programme Where We Live, The Colin McEnroe Show und die wöchentliche Sendung Faith Middleton Food Schmooze.
Die Homepage WNPR.org wird von der WNPR Nachrichtenredaktion und dem NPR’s global news service bedient.